# Медресе Абдурахмани Алам
Медресе Абдурахмани Алам (Абдурахмони Алам) (узб. Abdurahmoni A'lam madrasasi) — медресе в историческом центре Бухары (Узбекистан), воздвигнутое в начале XIX века при узбекском правителе Хайдаре (1800–1826), возможно, на средства некоего Абдурахмани Алама. Входит в состав архитектурного ансамбля Ходжа-Гаукушан (Гаукушон). Расположено на улице им. Бахауддина Накшбанда махалли им. Хамида Алимджана.
Архитектурный памятник входит в «Национальный перечень объектов недвижимости материального культурного наследия Узбекистана». В настоящее время является объектом туристического сервиса, где работает чайхана, приспособленная для обслуживания отечественных и иностранных туристов.